# 오늘밤에 만나요
〈오늘밤에 만나요〉는 1986년에 장혜리가 발표한 노래이다. 장혜리의 데뷔곡이기도 하다.
〈오늘밤에 만나요〉는 장혜리 1집의 타이틀 곡이며, 1978년 이예나의 〈나는 해바라기〉를 리메이크 하여 불렀다.
데뷔 후 소소하게 인기를 받았으며, 현재는 전국노래자랑 등 곳곳에서 흔히 들을 수 있는 노래가 되었다.